# Mecometopus accentifer
Mecometopus accentifer är en skalbaggsart som beskrevs av Pierre Émile Gounelle 1910. Mecometopus accentifer ingår i släktet Mecometopus och familjen långhorningar. Inga underarter finns listade i Catalogue of Life.